# Állókazán
Az állókazánnak az épületgépészetben a talajon álló kazánkonstrukciókat nevezik, vagy a gőzmozdonyok gőzkazánjának hátulsó, mélyre lenyúló részét, mely a tűzszekrényt is magába foglalja. 
A következő szócikk a gőzmozdonyok állókazánjaival foglalkozik.
A gőzmozdonyok állókazánjainál elöl a hosszkazán, alulról pedig a hamuláda csatlakozik hozzá. Az állókazánt és a tűzszekrényt egymáshoz rögzítik az állókazán merevítésére, de az állókazán és a tűzszekrényfalai között a víz áramlását és a víz részére a hő átadását is biztosítani kell. Az állókazán víz- és gőztere közös a hosszkazánéval, de itt a vizet nem a tűz- és füstcsöveken áthaladó füstgáz hője melegíti, hanem a tűzszekrényben lévő tűz által keltett hő a tűzszekrény falain átsugárzó hő.

## Felépítése

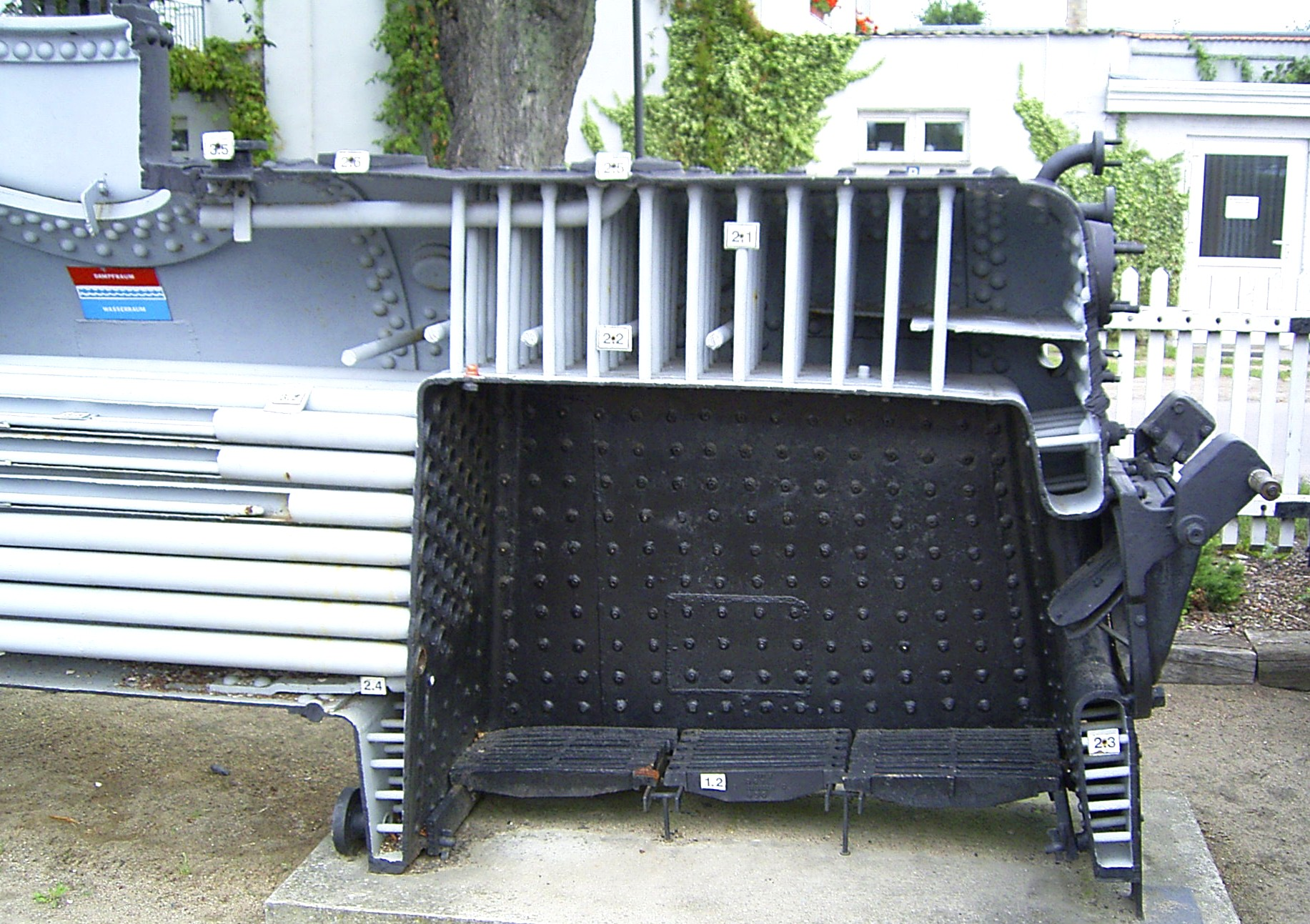
Állókazán és a benne elhelyezett tűzszekrény metszete. A két egység között jól láthatók a mennyezetcsavar- (2.1) és támcsavar-sorok (2.3)

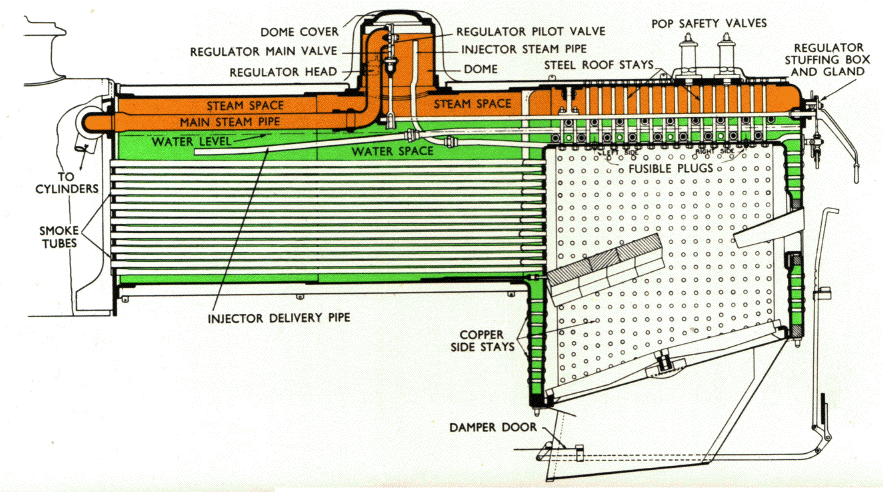
A hengeres hosszkazán mögött elhelyezett állókazán, benne a tűzszekrénnyel

Az állókazán részei, melyet szegecseléssel, vagy hegesztéssel rögzítenek egymáshoz:
- Elöl lévő fal, az úgynevezett rákfal vagy golyvafal,
- Hátul lévő fal, az úgyvezett állókazán-ajtófal, melyen a tüzelőajtó nyílása is található,
- Állókazánköpeny, mely általában egyetlen lemezdarabból áll és magába foglalja
az állókazántetőt és
az oldalfalakat is.

Mindhárom rész anyaga rendszerint folytvas vagy folytacél. Az állókazánt szintén szegecseléssel vagy hegesztéssel rögzíthetik a hosszkazánhoz.

## Típusai
Az idők során állókazánok több típusát fejlesztették ki.

### Crampton-rendszerű állókazán
Az állókazán teteje félhenger alakú melyhez a tűzszekrényt hosszirányú mennyezettartók, míg az oldalfalakhoz támcsavarok rögzítik. A mennyezettartók nehéz tisztíthatósága miatt a kemény tápvizekkel rendelkező közép–európai vasutaknál nem terjedt el.

### Porosz-rendszerű állókazán
Közép–Európában leginkább a félhengeres tetejű, a tűzszekrényt a tetőhöz mennyezetcsavarokkal, az oldalfalakhoz pedig támcsavarokkal rögzített porosz- vagy Becker-rendszerű állókazánt alkalmazták.

### Belpaire-rendszerű állókazán
Ennél a leginkább az Egyesült Királyságban, Franciaországban és Belgiumban elterjedt típusnál az állókazántető vízszintes, a tűzszekrényt a tetőhöz mennyezetcsavarokkal, az oldalfalakhoz pedig támcsavarokkal rögzítik.

### Brotan-rendszerű állókazán
Leírását lásd → Brotan-kazán

## Alakjuk

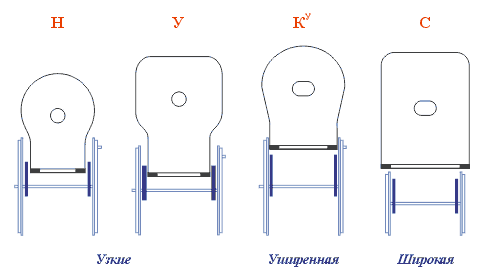
Az állókazán fajtái és lehetséges elhelyezkedésük

Az állókazántető alakjának különbségein túl az állókazán oldalának alakja is többféle lehet. Ezt leginkább a keret és a futómű kialakítása befolyásolta (és viszont).
Kezdetben stabilitási okokból a kazánt igyekeztek minél alacsonyabbra elhelyezni, ezért annak a kerekek között el kellett férnie. Mivel a nyomtávolság nem növelhető, ezért az állókazán szélessége korlátozott. Ez a tény indokolta azt is, hogy a mozdony főkeretét a kerekeken kívül helyezzék el (külső elhelyezésű keret). A későbbiekben a kedvezőbb karbantarthatóság és a kívül elhelyezett gőzhengerek átmérőjének méretnövekedése miatt a belső elhelyezését kényszerítette ki, mely tovább csökkentette a kerekeken belül rendelkezésre álló teret. Ez korlát az állókazán aljának összehúzását (vagyis fordított körte-keresztmetszetet) jelentette, hogy legalább a víz- és a gőztér növelhető legyen. Az igény, hogy az állókazán alsó részét, így a rostély szélességét is növelni lehessen, vezetett oda, hogy a századfordulón – először csak kismértékben – a kazánt magasabbra helyezték, hogy legalább a keret hossztartói fölött, de még inkább a kerekek fölött lehessen az állókazánt elhelyezni. Ennek a tendenciának nagy lökést adott, hogy bebizonyították, hogy a magasan elhelyezett kazán nem rontja a stabilitást, mivel egyrészt a kazán tömege viszonylag kicsi a keret, a futómű és a gépezet tömegéhez képest, másrészt a kazán egyfajta fordított ingaként viselkedik, melynek lengésideje az inga hosszával nő, így ez a kis amplitúdójú mozgást még mérsékli is.
A kerekek fölött elhelyezett, így a legkedvezőbb alakú állókazán – az űrszelvény jelentette korlát miatt – csak kis kapcsoltkerék-átmérő, vagy hátsó futókerék (futókerekek) esetén alakítható ki. Ez utóbbi megoldás elterjedése nem kis mértékben az állókazán „igényeinek” köszönhető, mely a megoldás a jó futási tulajdonságok miatt később a legkedvezőbbnek bizonyult.